# ساندر أريندس
ساندر أريندس (بالهولندية: Sander Arends)‏ مواليد 9 أغسطس 1991 في ليوواردن، هو لاعب كرة مضرب هولندي يلعب باليد اليمنى. أعلى تصنيف له في الفردي كان 57. أعلى تصنيف له في الزوجي كان المركز الـ 78 في سنة 2018.

## روابط خارجية
- ساندر أريندس على موقع رابطة محترفي التنس (الإنجليزية)
- ساندر أريندس على موقع الاتحاد الدولي لكرة المضرب (الإنجليزية)
- ساندر أريندس على موقع خلاصة التنس.كوم (الإنجليزية)
- ساندر أريندس على موقع إي إس بي إن.كوم (الإنجليزية)